# 행자
행자는 불교에서 출가하여 아직 계를 받지 못한 예비 사미, 사미니를 일컫는다. 우리나라 최대 종단인 조계종에서는 6개월의 수행 기간 후 사미계를 받게 되며, 1600년 전통 종단인 태고종에서는 최소 6개월의 수행 기간 후 예비 사미계를 받게 되며 예비 사미계 이후 6개월간의 숙려 기간을 거쳐 정식 사미계를 받는다. 이후 종단별로 5년 전후의 습의와 교학수학을 거쳐 정식 승려인 비구, 비구니계를 받게 된다.